# Scoletoma tenuis
Scoletoma tenuis är en ringmaskart som först beskrevs av Addison Emery Verrill 1873.  Scoletoma tenuis ingår i släktet Scoletoma och familjen Lumbrineridae. Inga underarter finns listade i Catalogue of Life.